# Audubon Park (Kentucky)
Audubon Park es una ciudad ubicada en el condado de Jefferson en el estado estadounidense de Kentucky. En el año 2010 tenía una población de 7092 habitantes y una densidad poblacional de 1.841,25 personas por km².

## Geografía
Audubon Park se encuentra ubicada en las coordenadas 38°12′18″N 85°43′39″O / 38.20500, -85.72750.

## Demografía
Según la Oficina del Censo en 2000 los ingresos medios por hogar en la localidad eran de $60,000 y los ingresos medios por familia eran $74,520. Los hombres tenían unos ingresos medios de $51,167 frente a los $32,679 para las mujeres. La renta per cápita para la localidad era de $31,162. Alrededor del 5.1% de la población estaban por debajo del umbral de pobreza.